# معبد آتاگو
معبد آتاگو (به ژاپنی: 愛宕神社 Atago-jinja) یک معبد شینتویی در کوه آتاگو در شمال کیوتو در ژاپن است.